# محافظة سافاناكيت
محافظة سافاناكيت (لاو:ສະຫວັນນະເຂດ) و(بالإنجليزية:Savannakhet) هي محافظة تابعة لجمهورية لاوس الديموقراطية الشعبية تقع جنوب لاوس تجاورها من الشمال خامواني ومن الجنوب سالافان وتشترك بالحدود معا فيتنام من الشرق وتجاور مملكة تايلاند من الغرب عبر محافظات ناخون فانوم وموكداهان تعتبر أكبر محافظة في لاوس ويعني اسم سافانخت «مدينة الفردوس» وتعتبر مدينة تجارية هامة لنقل البضائع بين تايلاند وفيتنام.

## التقسيمات الادارية
- تنقسم المحافظة الي 15 تقسيمة إدارية (بلديات)

| 1. مقاطعة أتسافانجثونج 2. مقاطعة أتسافوني 3. مقاطعة تشامفوني 4. مقاطعة كايسون فومفيهان 5. مقاطعة نونغ 6. مقاطعة أووثومفوني 7. مقاطعة فالانكساي 8. مقاطعة فين 9. مقاطعة سيبون | 1. مقاطعة سونجخوني 2. مقاطعة ثابانجثونج 3. مقاطعة فيلابولي 4. مقاطعة إكسايبولي 5. مقاطعة إكسايفوثونج 6. مقاطعة إكسونابولي |

## أعلام
- بونغ نانغ فوراشيث